# جونگ کون چوی
این یک نام کره‌ای است؛ نام خانوادگی جونگ است.
جونگ کون چوی (به کره ای: 최종건؛ متولد ۱۴ ژوئیه ۱۹۷۴) دانشمند علوم سیاسی و ششمین معاون اول وزیر امور خارجه کره جنوبی است.
جونگ دارای لیسانس علوم سیاسی از دانشگاه راچستر، فوق لیسانس علوم سیاسی از مدرسه عالی دانشگاه یانسه، است و در دانشگاه ایالتی اهایو نیز تحصیل کرده‌است.
او استاد دانشکده علوم سیاسی و روابط بین‌الملل کالج علوم اجتماعی در دانشگاه یانسه است و مناصبی نیز در وزارت امور خارجه کره جنوبی داشته‌است.

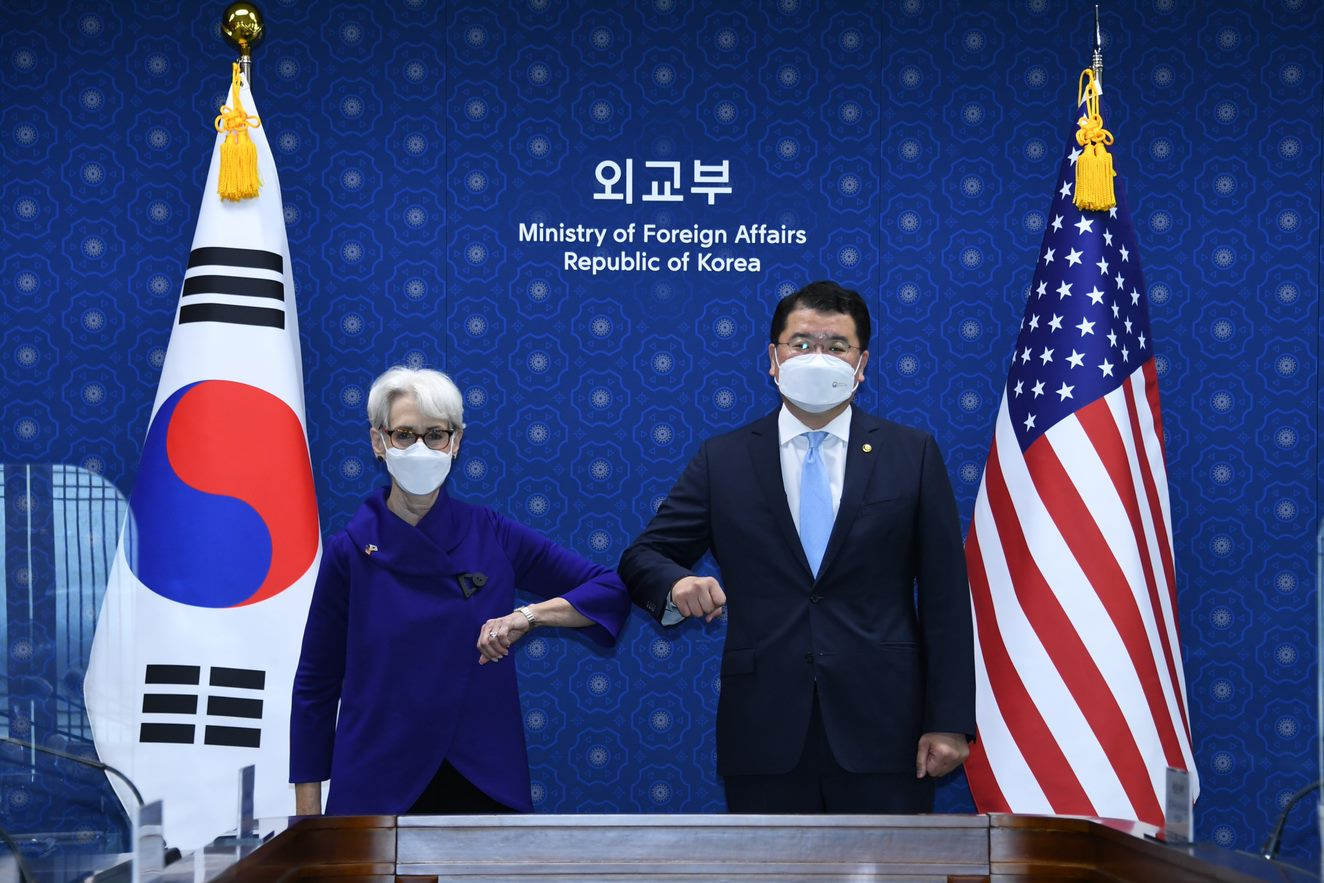
جونگ در دیدار با وندی شرمن، قائم‌مقام وزیر امور خارجه آمریکا، ۲۰۲۱